# 木下重範
木下 重範（きのした しげのり、1906年（明治39年）1月3日 - 1977年（昭和52年）8月13日）は、昭和期の弁護士、政治家。衆議院議員（1期）。

## 経歴
大分県西国東郡岬村（のち香々地町、現豊後高田市）で生まれる。1926年（大正15年）日本大学専門部法律科を卒業した。
弁護士を開業し、日本弁護士連合会理事、同代議員、福岡県弁護士会小倉部会長、小倉市信用組合監事などを務め、日本水産、朝日新聞西部本社、三菱化成工業などその他多くの企業の顧問弁護士を務めた。
1952年（昭和27年）10月、第25回衆議院議員総選挙で福岡県第4区から無所属で出馬して当選し、同友会に所属し衆議院議員に1期在任した。

## 国政選挙歴
- 第25回衆議院議員総選挙（福岡県第4区、1952年10月、無所属）当選[5]
- 第26回衆議院議員総選挙（福岡県第4区、1953年4月、無所属）落選[5]
- 第28回衆議院議員総選挙（福岡県第4区、1958年5月、自由民主党）落選[6]